# Commiphora caudata
Commiphora caudata là một loài thực vật có hoa trong họ Burseraceae. Loài này được (Wight & Arn.) Engl. mô tả khoa học đầu tiên năm 1883.